# Lycaena ardschira
Lycaena ardschira är en fjärilsart som beskrevs av Brandt 1938. Lycaena ardschira ingår i släktet Lycaena och familjen juvelvingar. Inga underarter finns listade i Catalogue of Life.